# Mitsubishi Delica
Le Mitsubishi Delica est une automobile produite par le constructeur Mitsubishi sous cinq générations depuis 1967. De 1967 à 2007, elle a été une camionnette. La cinquième mouture de 2007 est devenue un monospace.

## Mitsubishi Delica I

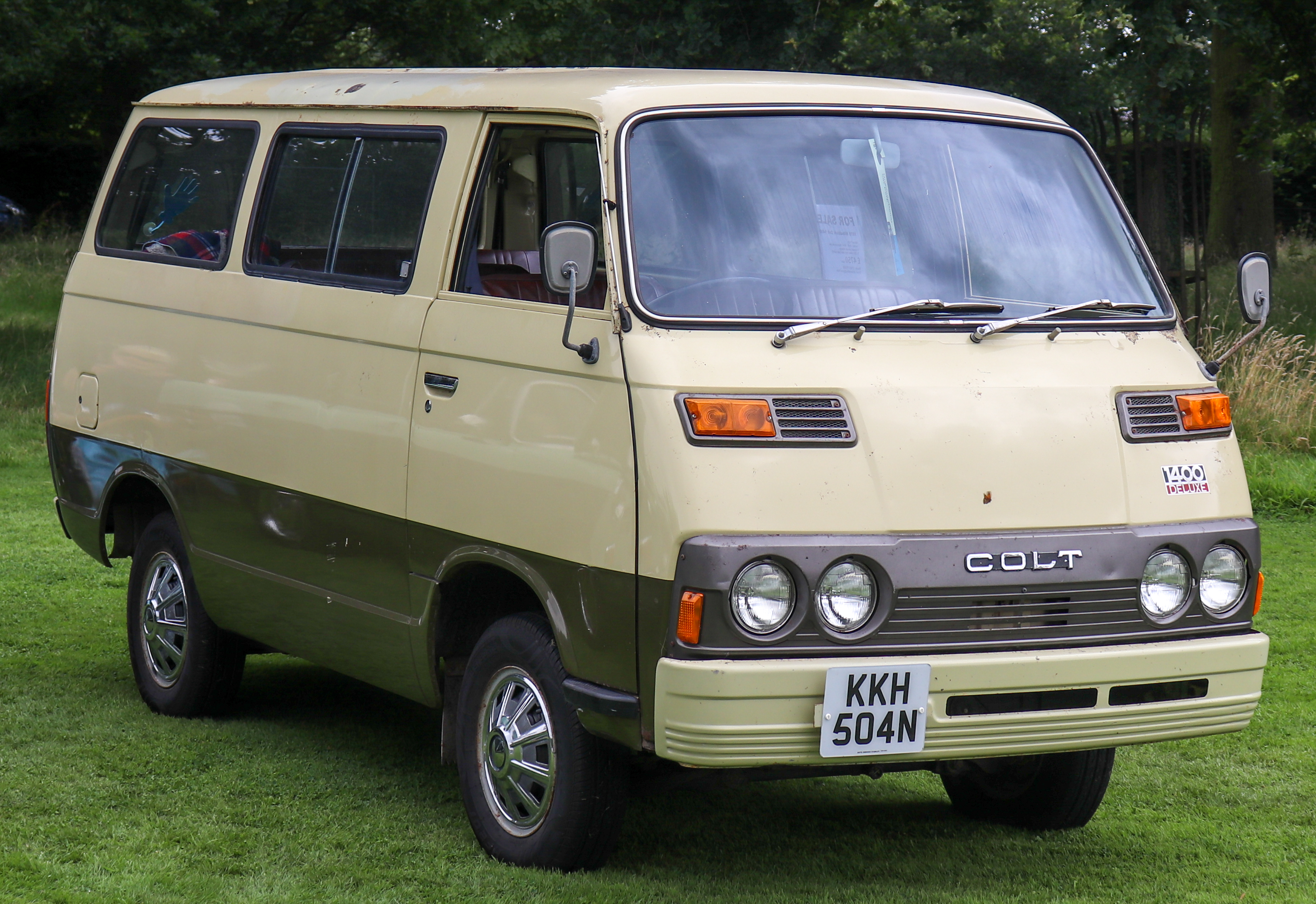
Mitsubishi Colt T120 Deluxe

La première génération du Mitsubishi Delica est sortie de 1968 à 1979. C'est le dernier modèle à être construit par l'entreprise japonaise Mitsubishi avant l'arrivée de sa branche automobile Mitsubishi Motors en 1970.

## Mitsubishi Delica II

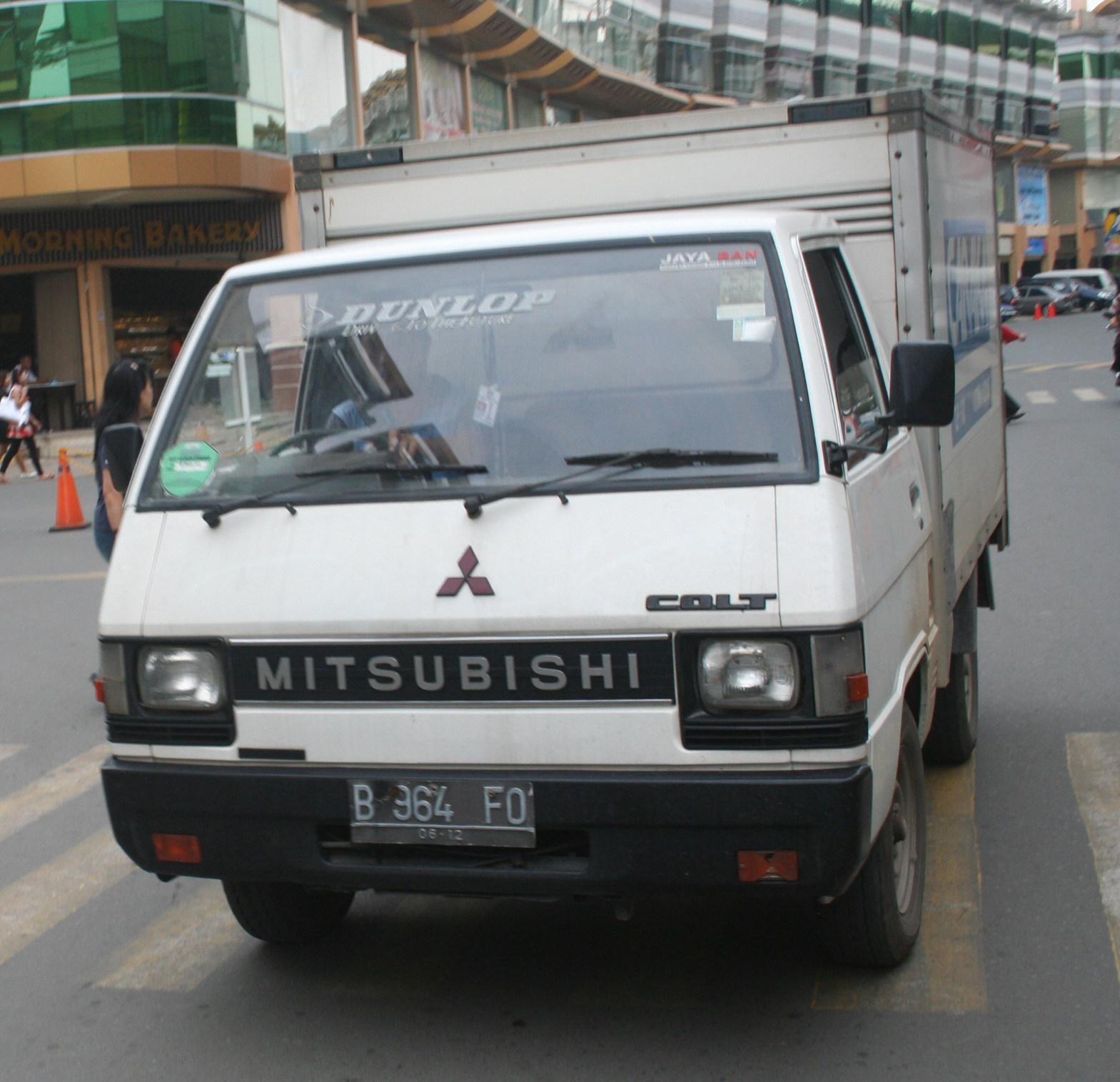
Mitsubishi Delica L200 Pick-Up

## Mitsubishi Delica III/L300
La troisième génération du Delica est sortie en 1986. Elle est vendue en Europe sous l'appellation 'L300. Basé sur le Delica III, le L300 est doté d'un espace suffisant pour les passagers et le chargement. Étonnamment, il n'y a eu qu'une seule génération de L300 depuis 1986. Disponible avec un choix d'un moteur essence 4 cylindres de 2,4 L et d'un moteur Diesel de 2,5 L, le véhicule a été mis sur le marché avec un système de traction avant de série et une option à 4 roues motrices.

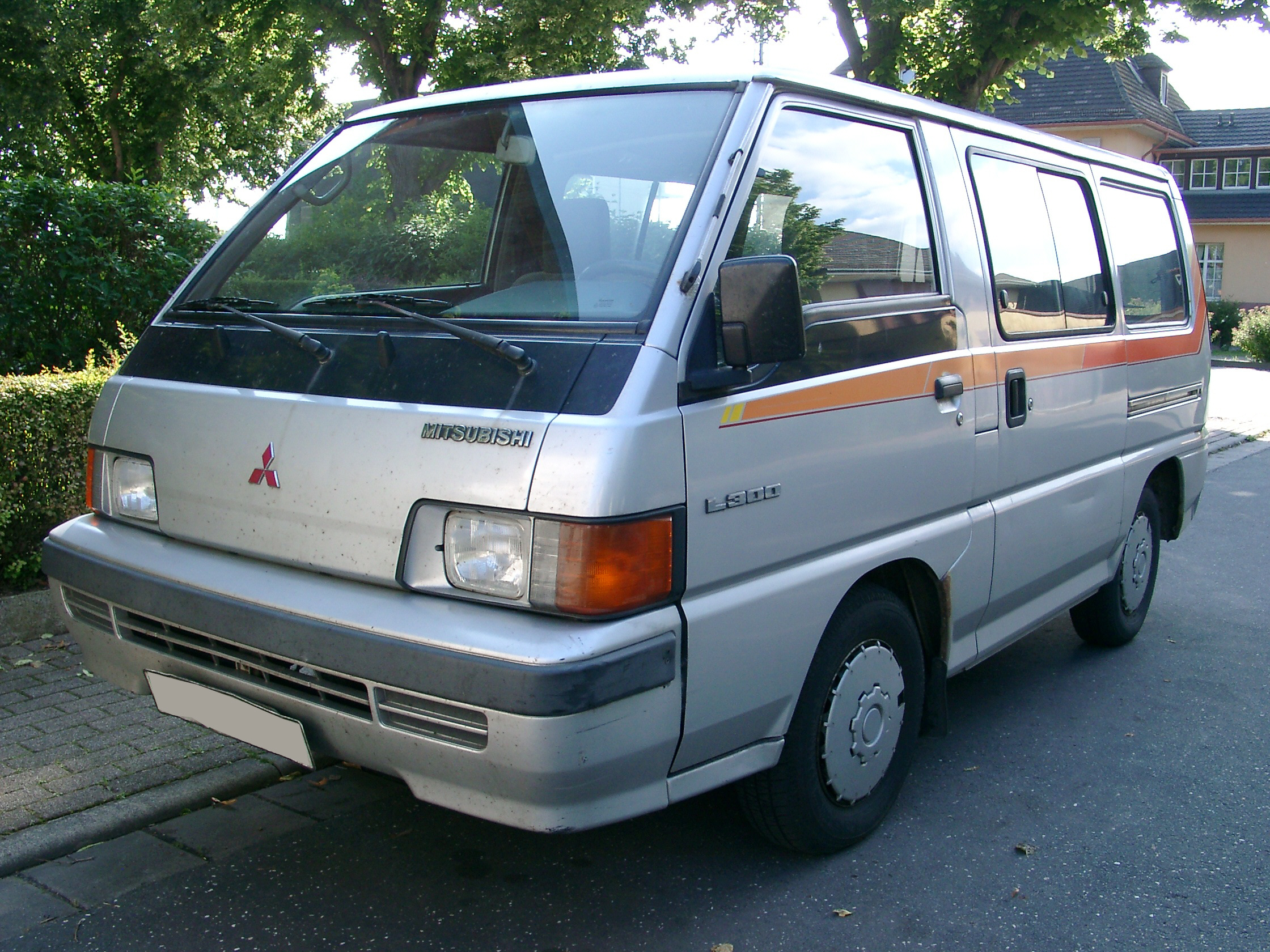
Mitsubishi Delica Star Wagon Phase I
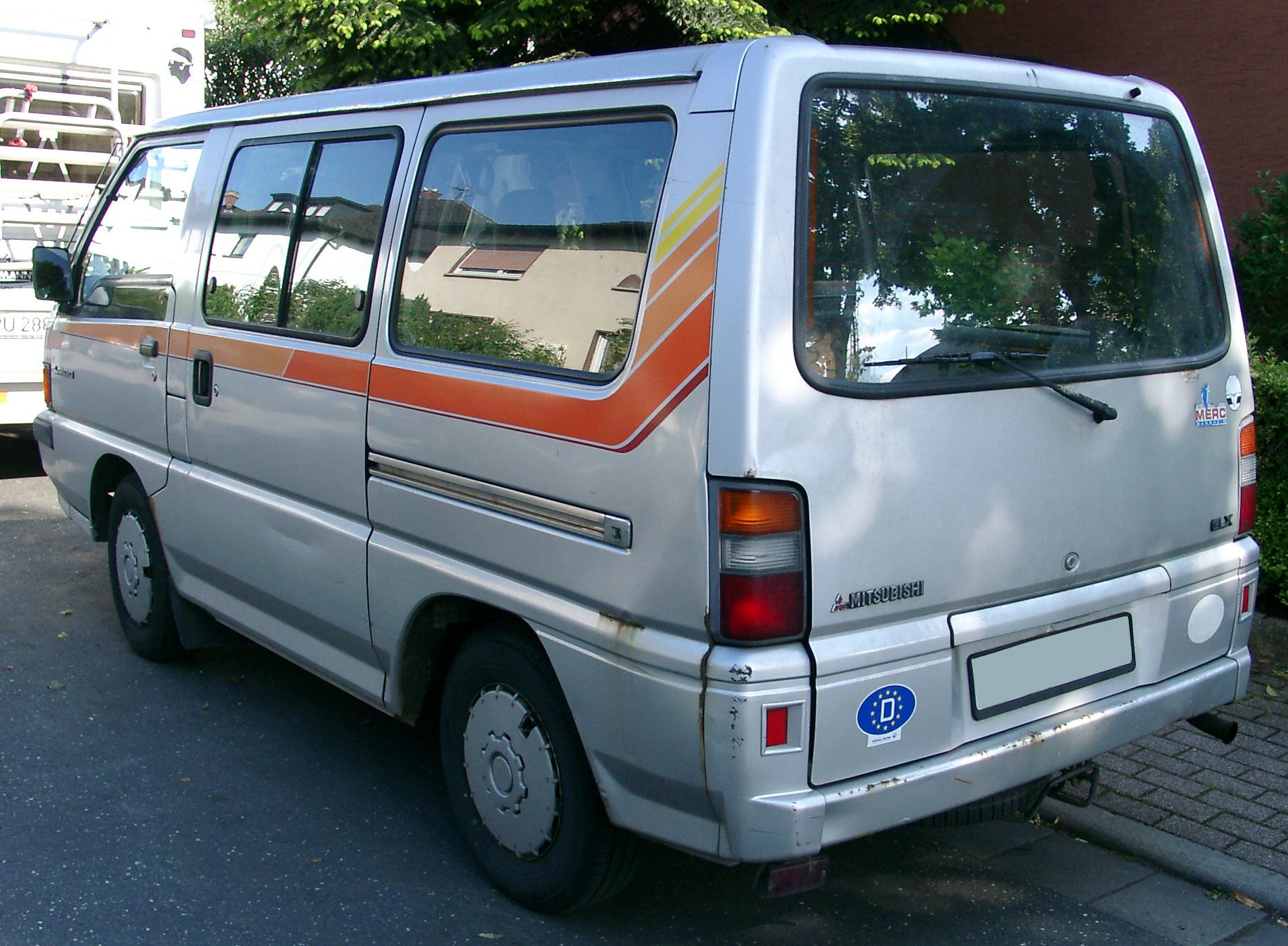
Mitsubishi Delica Star Wagon Phase I
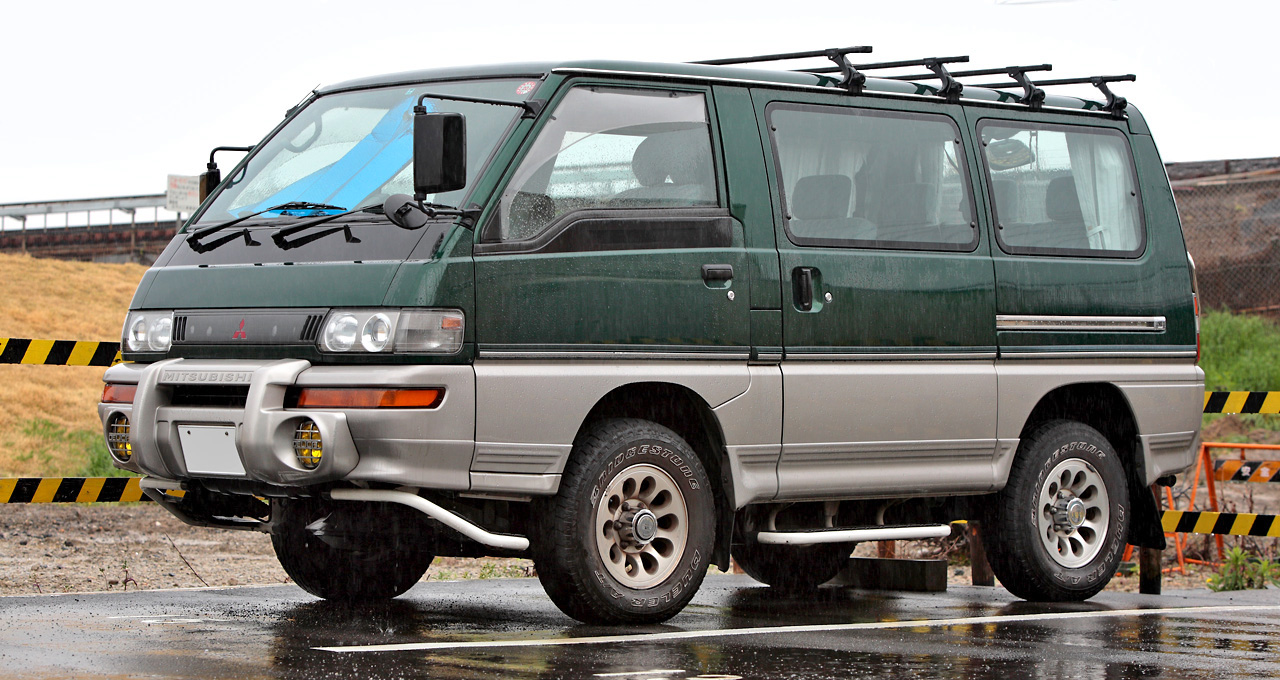
Mitsubishi Delica Star Wagon Phase II
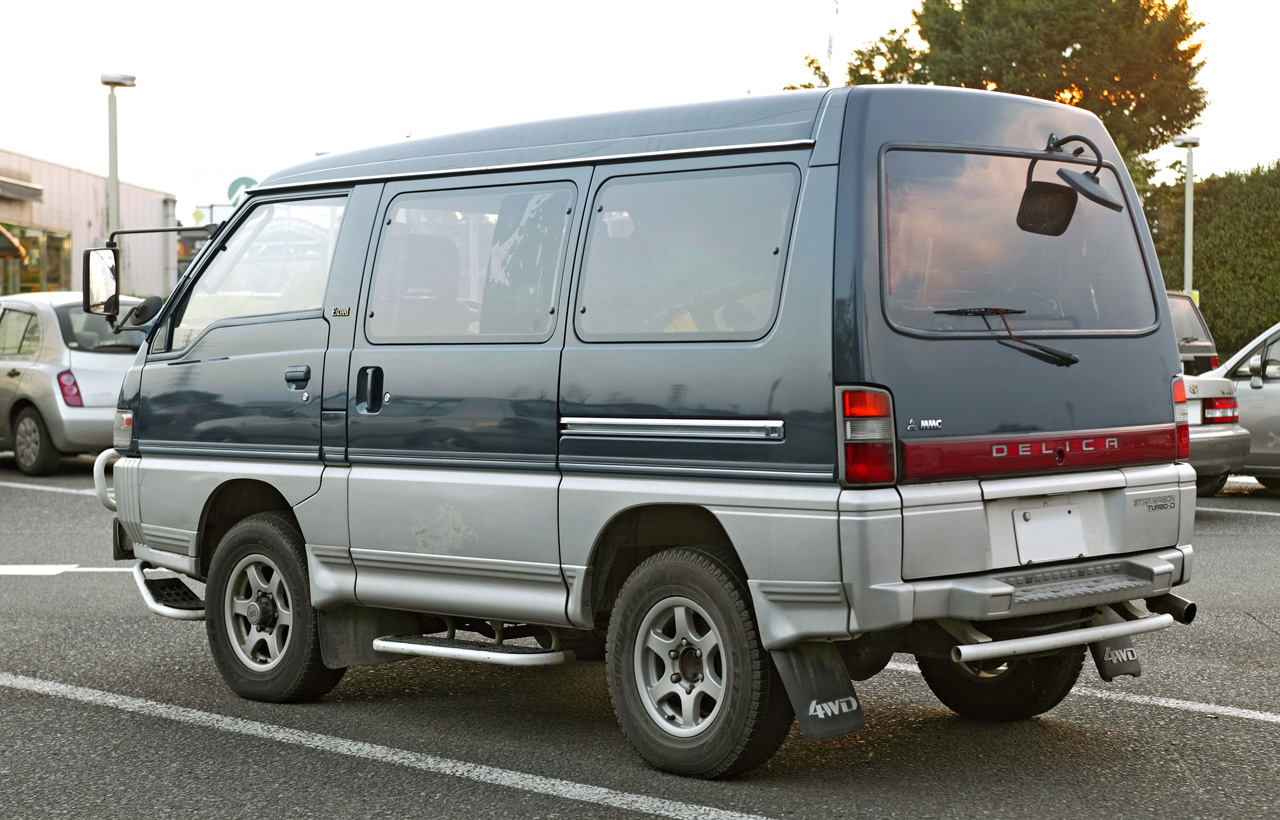
Mitsubishi Delica Star Wagon Phase II
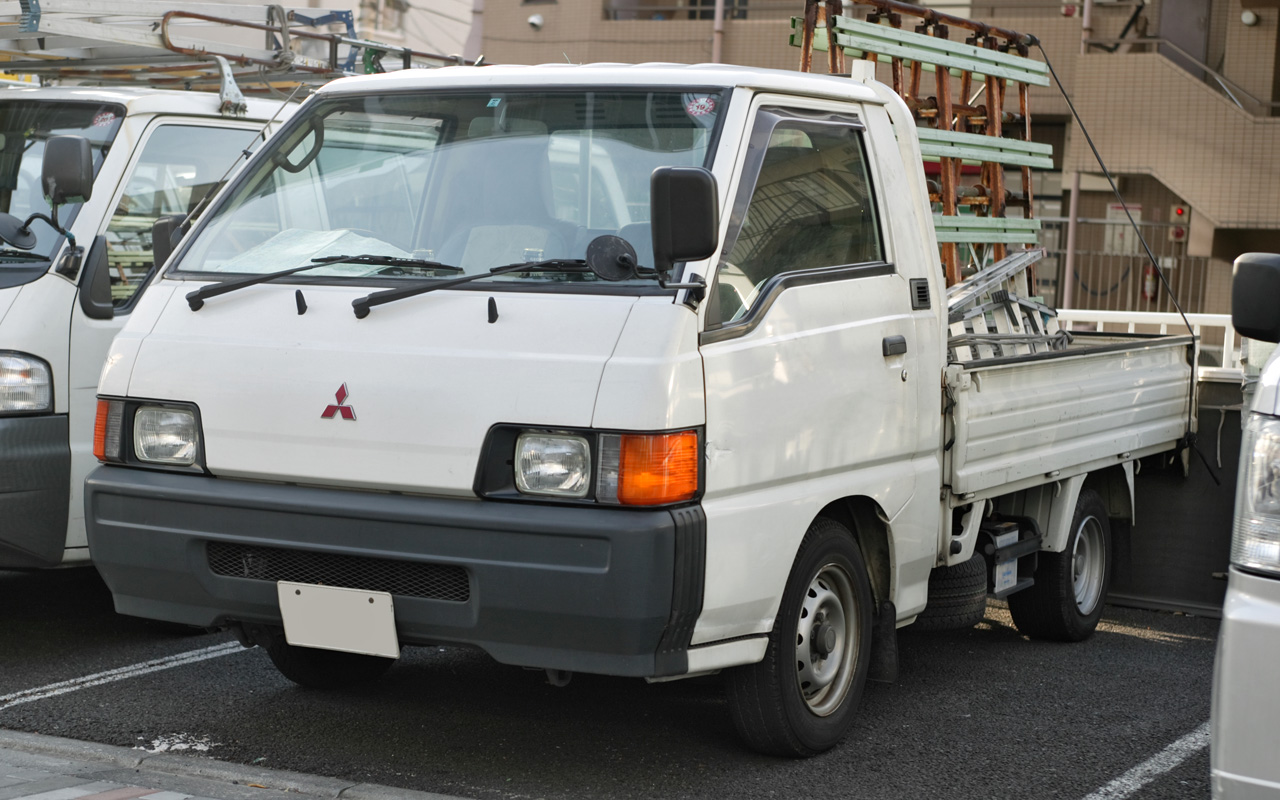
Mitsubishi Delica Pick-up
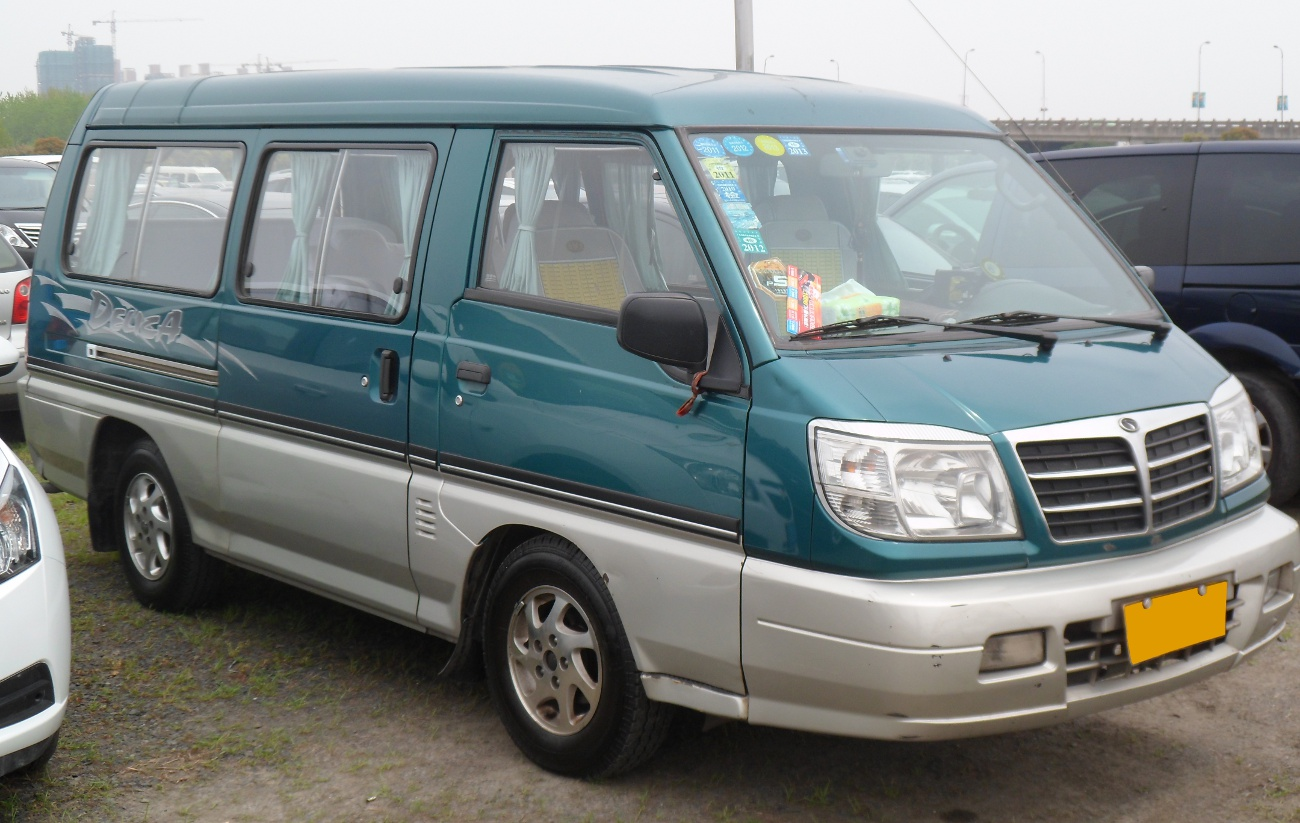
Soueast Delica

### Hyundai Grace
Le Hyundai Grace, appelé H100 en version utilitaire, est une camionnette construite par Hyundai Motor de 1986 à 2004. Il est basé sur le Mitsubishi Delica 3 et il a été restylé deux fois, de 1993 à 1996 et de 1996 à 2004. Quand son successeur le Hyundai Satellite est arrivé en avril 1998, la production des Hyundai H-100 s'arrête tandis que sa version particulière, le Grace, continue à être produite jusqu'en 2004, alors que le Mitsubishi Delica 3 a laissé sa place au Delica Space-Gear, en 1994.

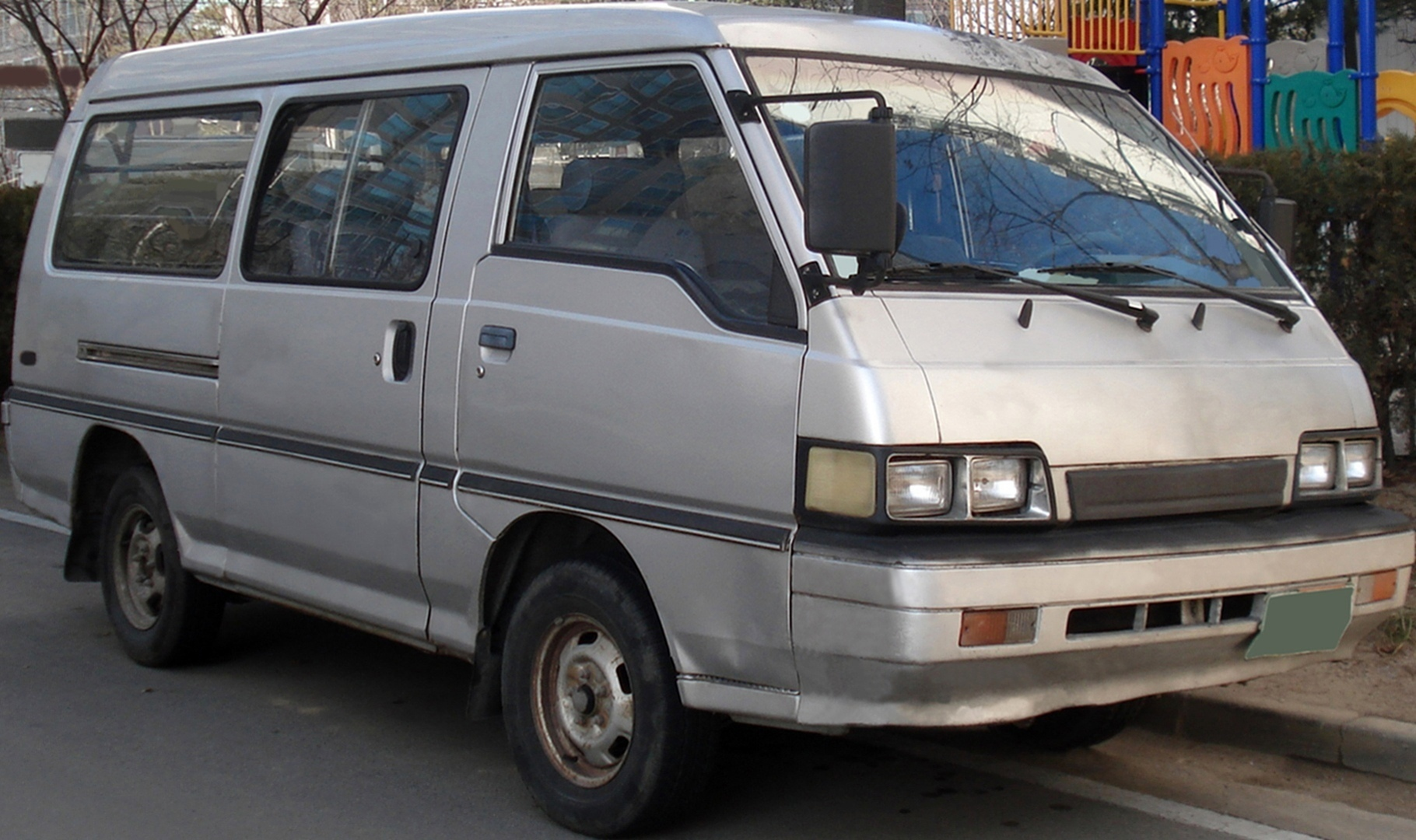
Hyundai Grace Phase I
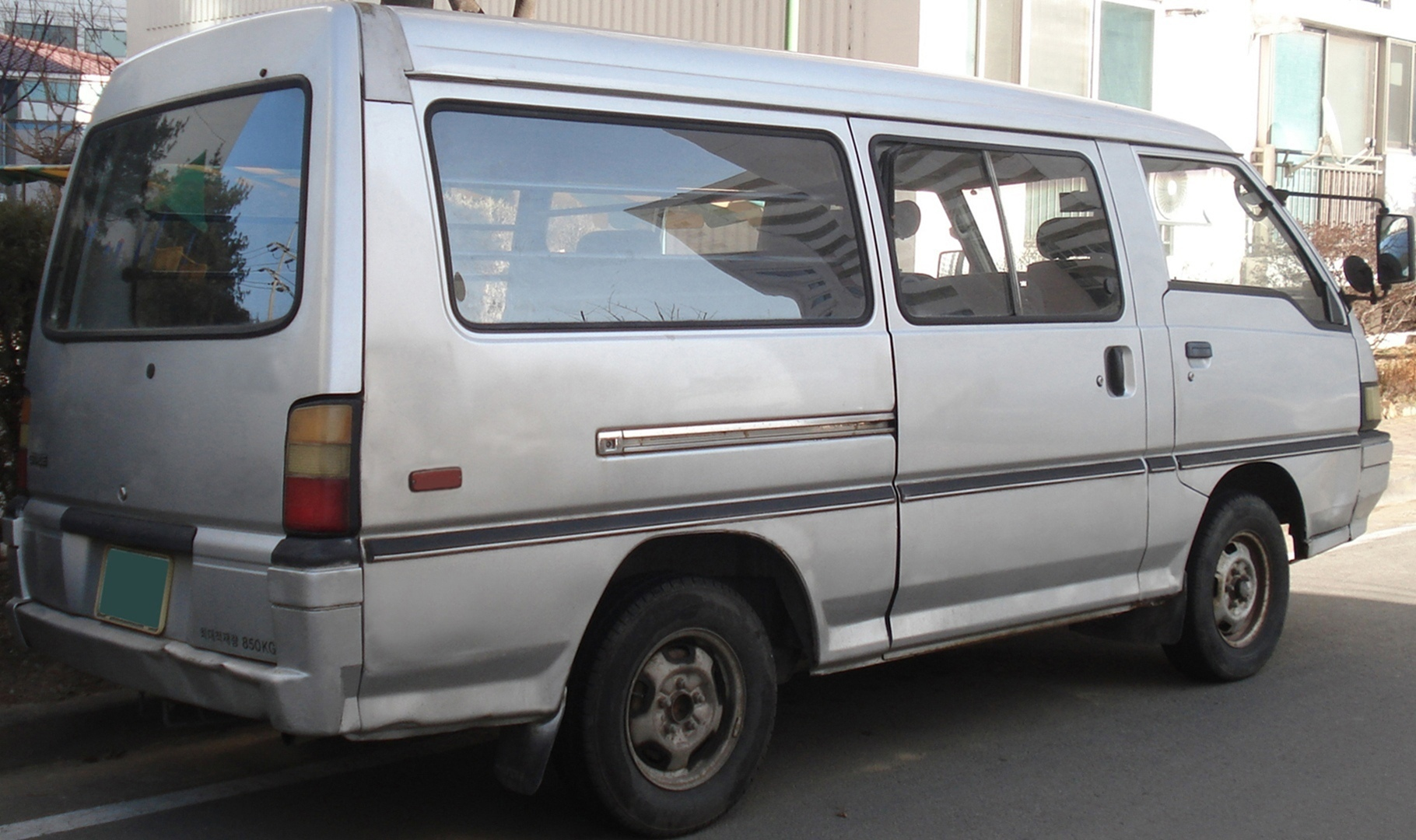
Hyundai Grace Phase I
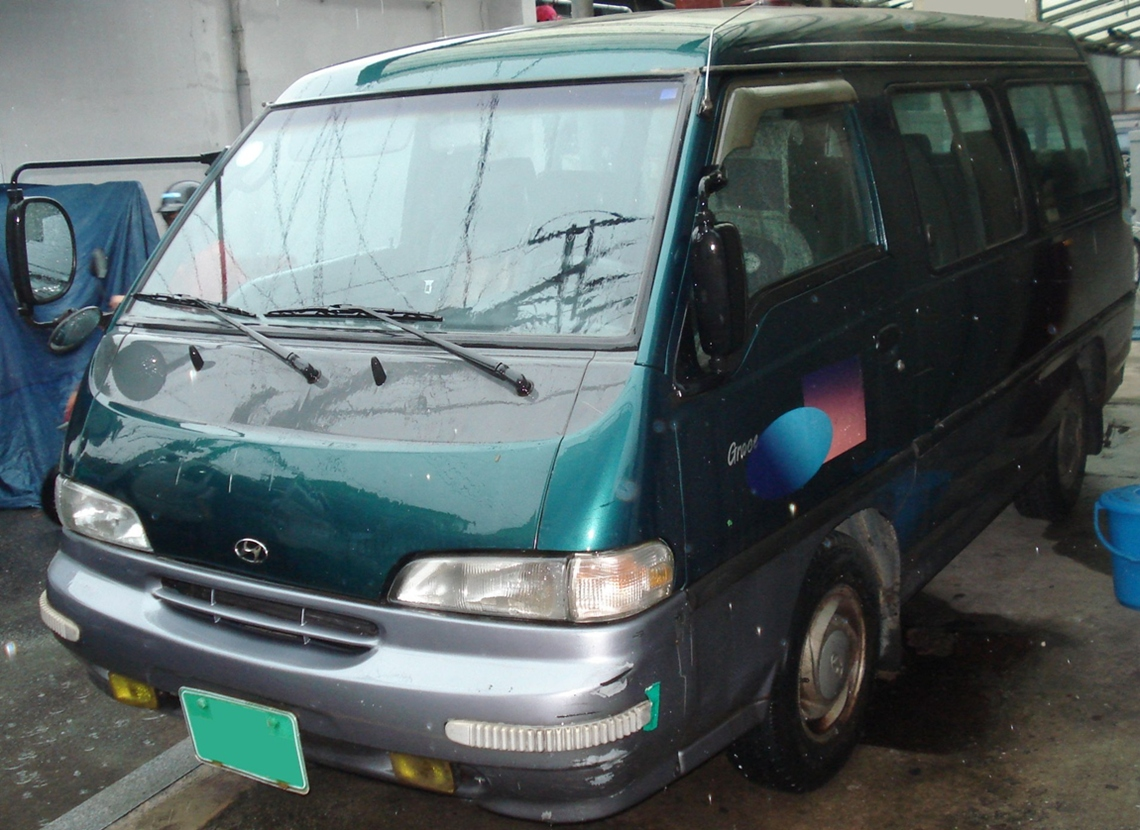
Hyundai Grace Phase II
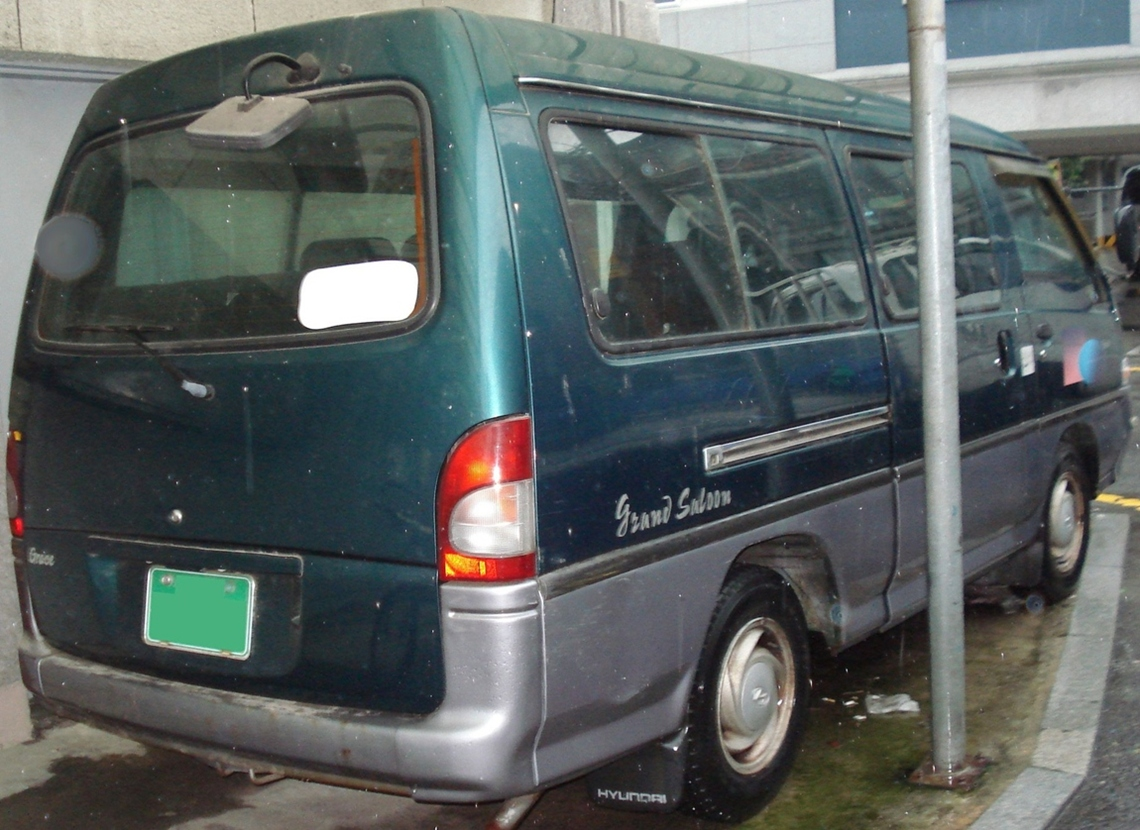
Hyundai Grace Phase II
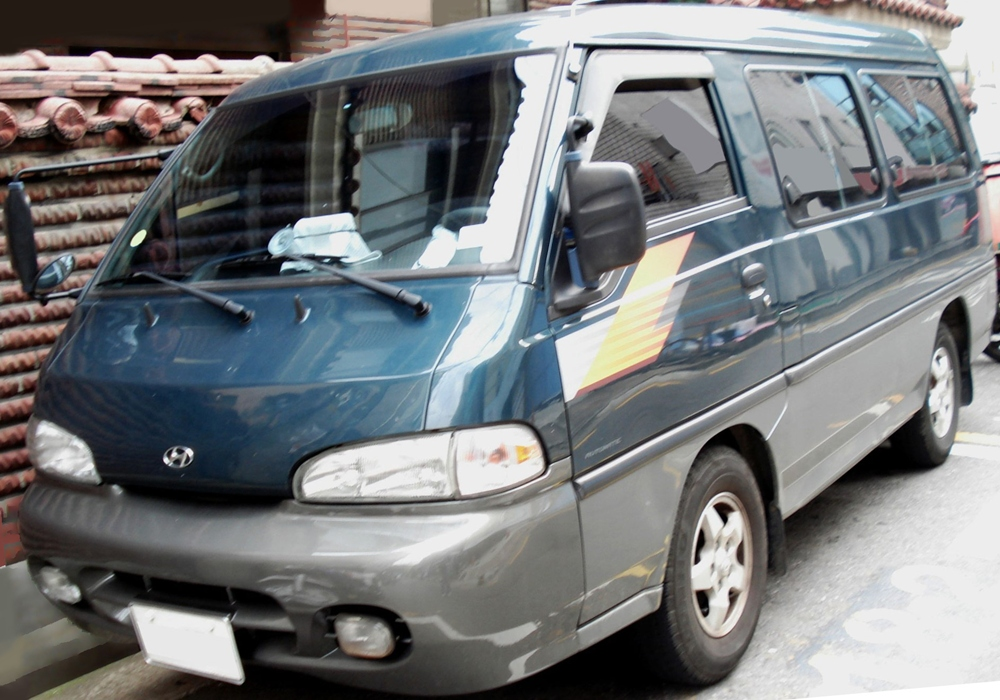
Hyundai Grace Phase III
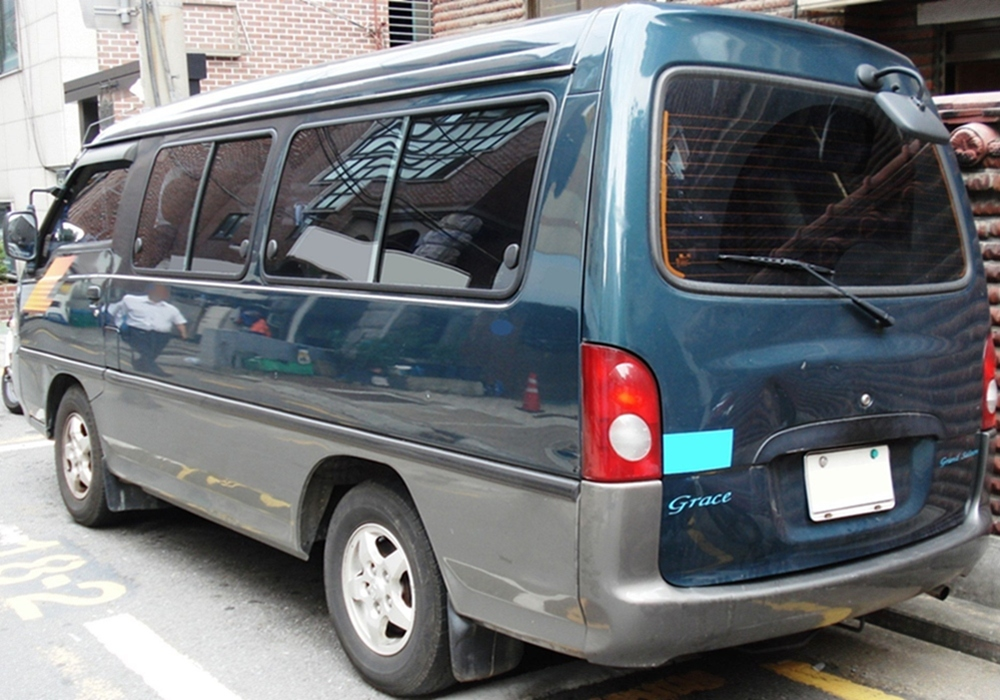
Hyundai Grace Phase III

## Mitsubishi Delica IV/Space-Gear

### Mitsubishi Delica Cargo (1996 - 1999)

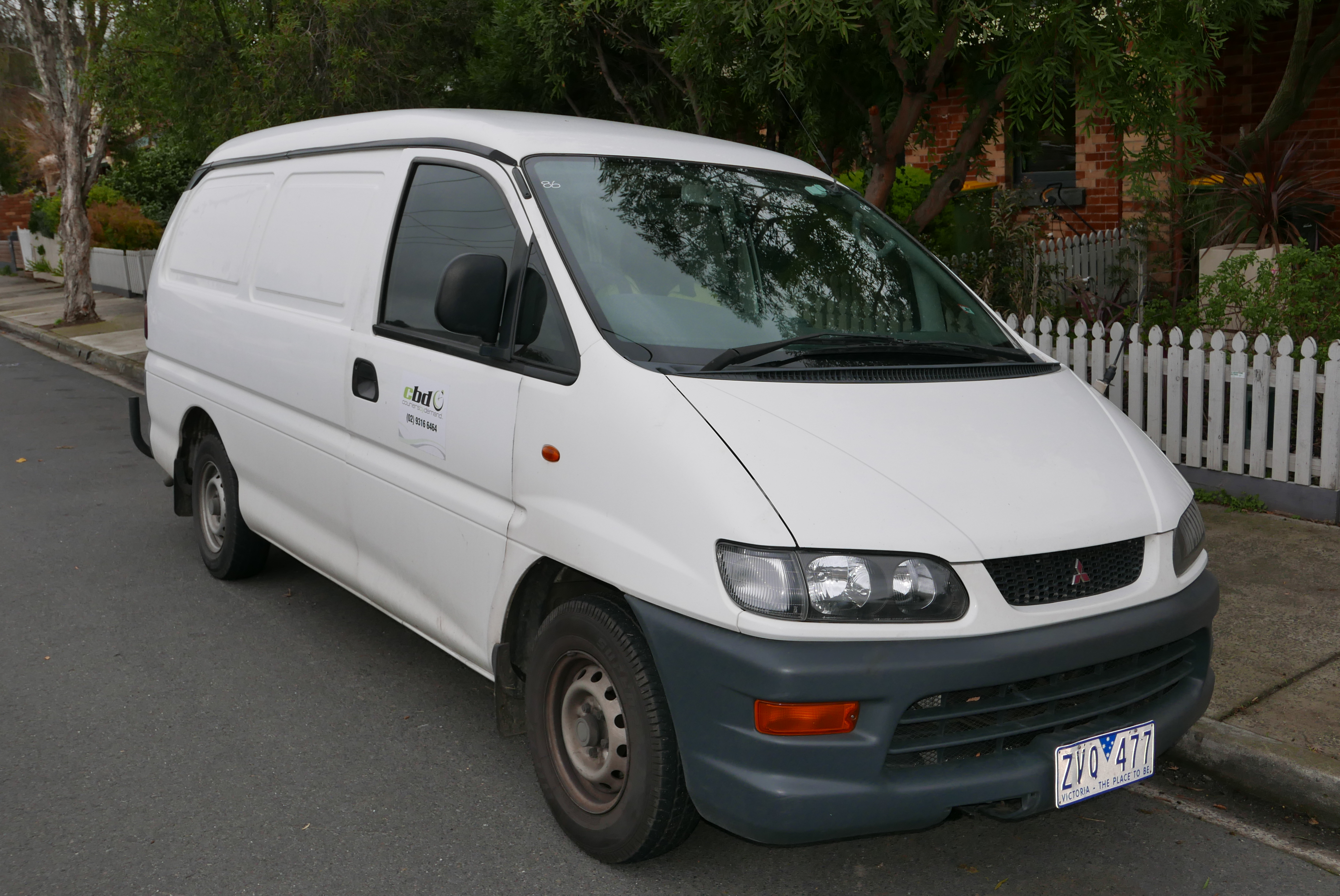
Mitsubishi Delica Cargo I

Le Mitsubishi Delica Cargo est la version utilitaire du Delica Space-Gear sortie de 1996 à 1999 pour la première génération. Il a été renouvelé en 1999, mais sous la forme du Mazda Bongo.

## Mitsubishi Delica V/D5
Le Mitsubishi Delica D5 est un monospace vendu au Japon.
Il est sorti en février 2007 équipé d'un moteur 4 cylindres de 170 ch et a depuis développé sa gamme avec un 2 litres 150 ch (seule motorisation livrable en deux roues motrices) et un 2,3 litres de 148 ch.
En 2018, le Delica D5 est restylé : il abandonne sa face avant clivante au profit d'optiques froncées à LED rappelant celles du Mitsubishi Eclipse Cross, qui se prolongent vers la nouvelle calandre "Dynamics Shield". Le capot est rehaussé, les feux arrière prolongés dans le hayon sont modernisés avec le dessin de la partie inférieure des feux biseautés.

### Mitsubishi Delica Cargo II

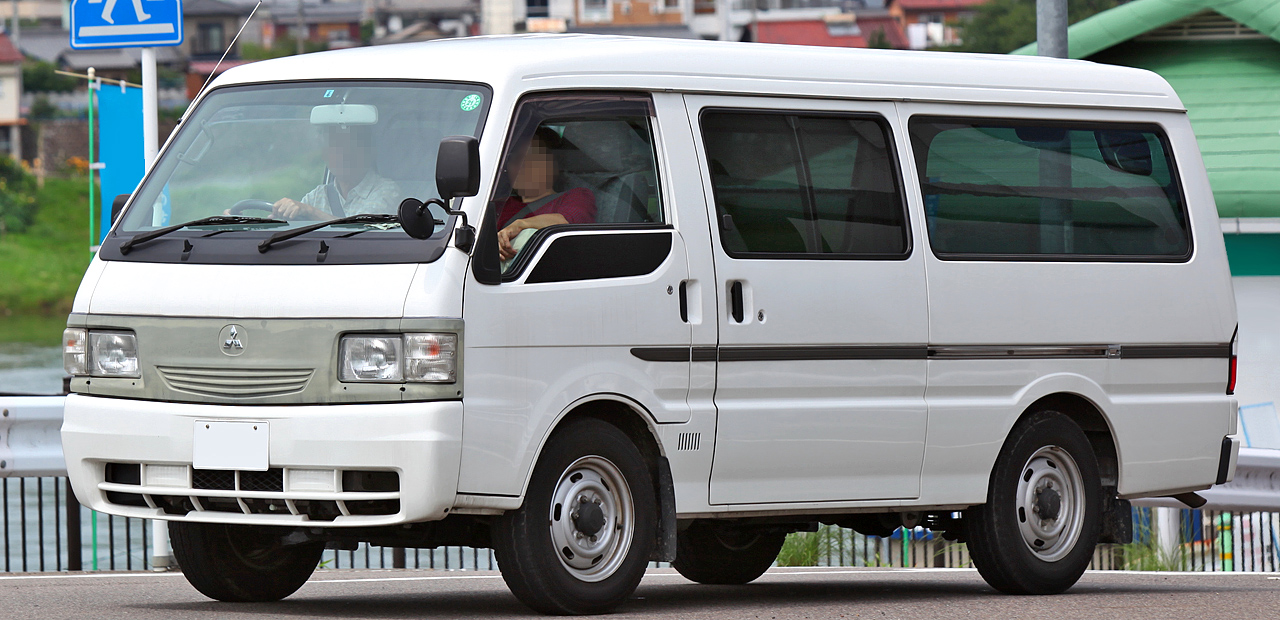
Mitsubishi Delica Cargo II

### Mitsubishi Delica D2

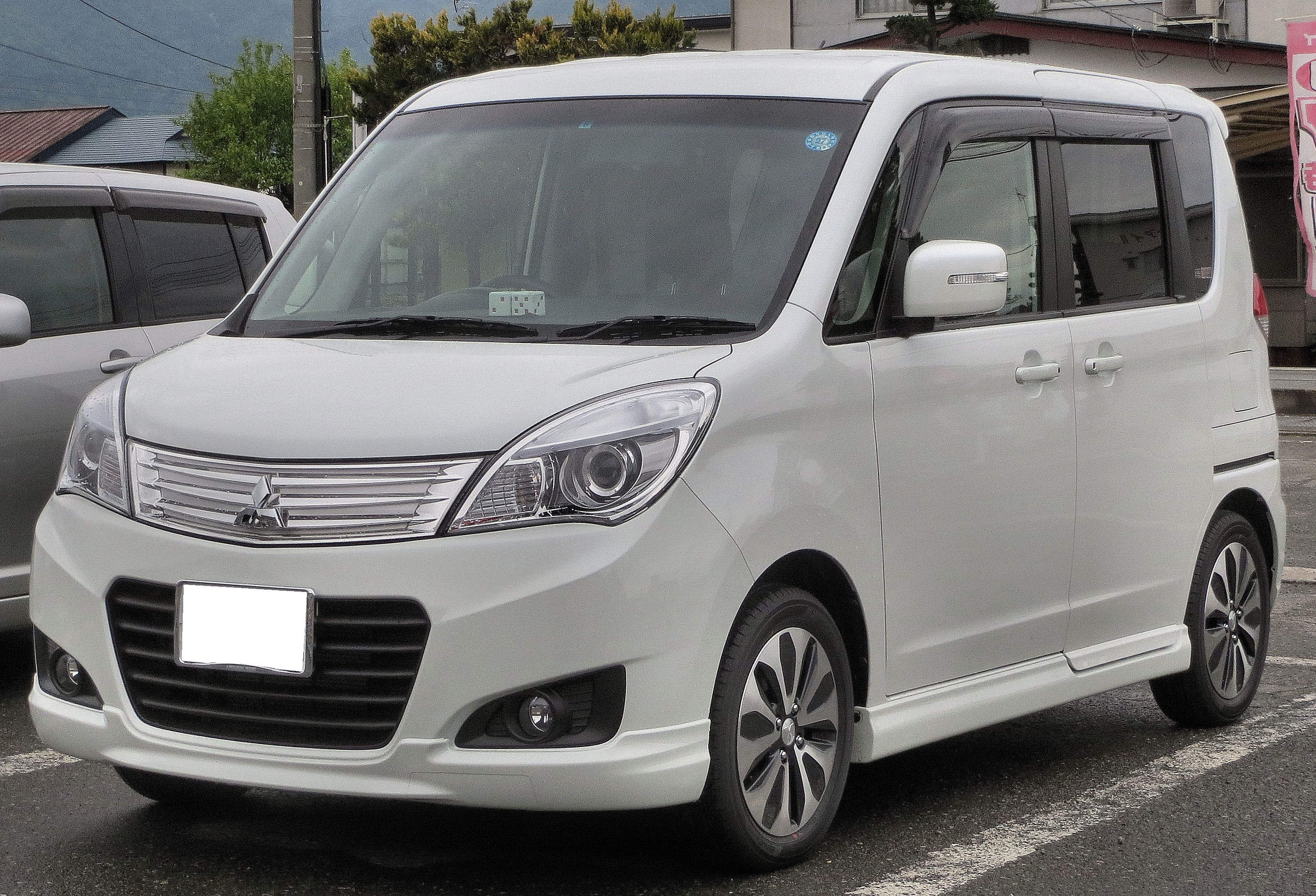
Mitsubishi Delica D2 (2011)

### Mitsubishi Delica D3

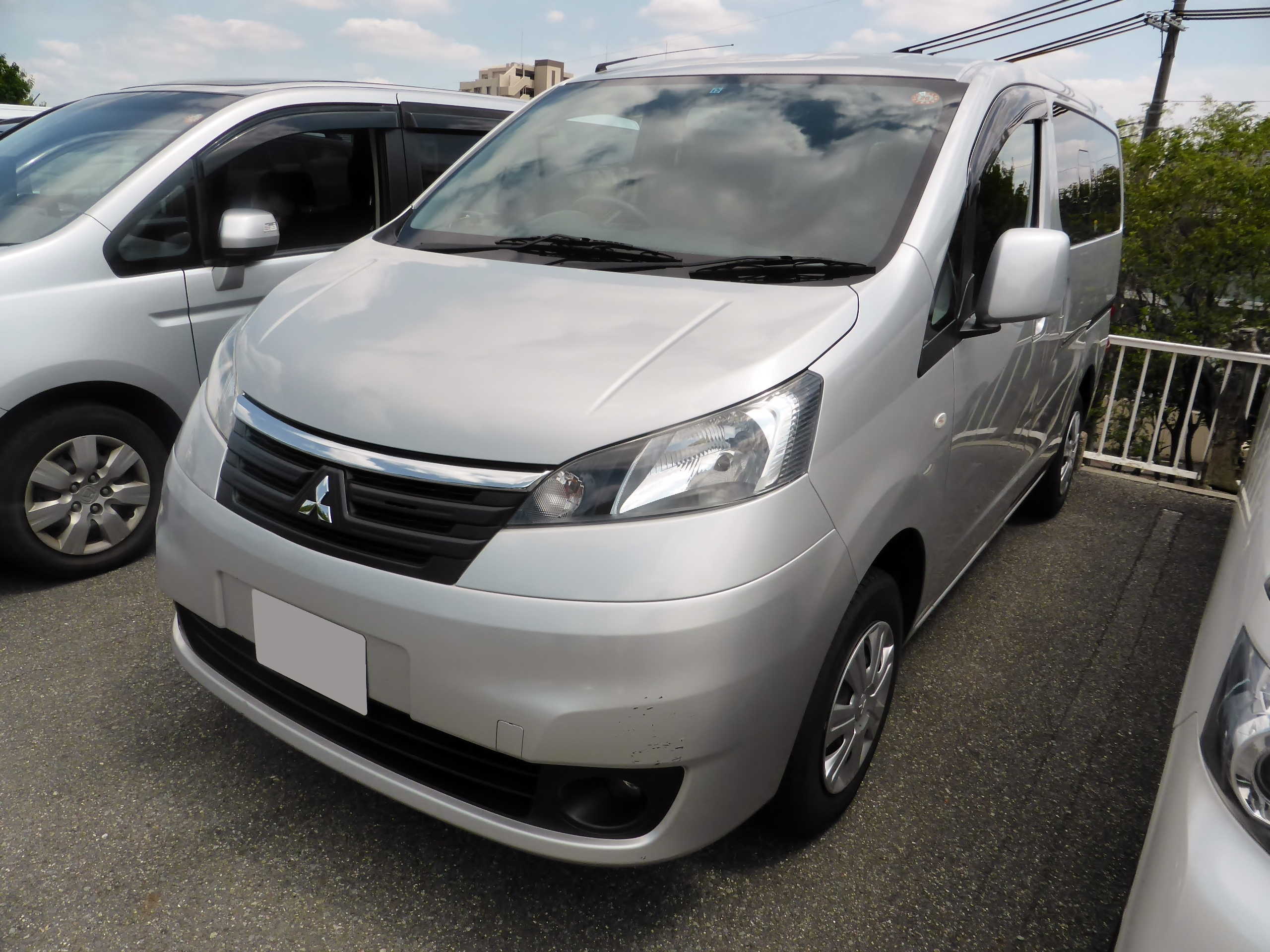
Mitsubishi Delica D3 (2011)